# Bolesław Jakubiak
Bolesław Jakubiak, ps. „Jurek” (ur. 4 marca 1891 w Radzikowie, zm. 13–14 kwietnia 1940 w Katyniu) – major łączności Wojska Polskiego, działacz niepodległościowy, kawaler Orderu Virtuti Militari.

## Życiorys
Urodził się 4 marca 1891 we wsi Radzikowo, w ówczesnym powiecie płońskim guberni płockiej, w rodzinie Wacława i Rozalii z Piotrowskich. W rodzinnej wsi ukończył szkołę powszechną, a przez następne trzy lata przygotowywał się prywatnie do egzaminu do seminarium nauczycielskiego. W latach 1908–1911 uczył się w Prywatnym Seminarium Nauczycielskim w Ursynowie. Egzamin na nauczyciela szkół dwuklasowych zdał w Gimnazjum Rządowym w Radomiu. Od połowy 1911 do połowy 1912, po śmierci ojca, przebywał w gospodarstwie, w rodzinnej wsi. Od października 1912 pracował jako nauczyciel we wsi Żarnowica.
10 sierpnia 1914 wstąpił do Legionów Polskich. Służył w 5 pułku piechoty. Wyróżnił się w lipcu 1916 w bitwie pod Kostiuchnówką. 27 stycznia 1920 pułkownik Leon Berbecki we wniosku na odznaczenie Orderem Virtuti Militari napisał:

sierżant Bolesław Jakubiak, telefonista I batalionu 5 pp Leg., w czasie dwudniowego ognia huraganowego w boju pod Kostiuchnówką w lipcu 1916 z najwyższą pogardą śmierci, w poczuciu obowiązku i znaczenia służby łączności, naprawiał zrywane jedenaście razy ogniem artyleryjskim połączenia telefoniczne między sztabem pułku znajdującym się w „Polskim Lasku”, a I batalionem, broniącym pozycji na „Polskiej Górze”. Sierżant Jakubiak swoją bezprzykładną odwagą i wielkim umiłowaniem Ojczyzny – zyskał podziw i uznanie całego pułku.

Po kryzysie przysięgowym został internowany w Szczypiornie i Łomży. W listopadzie 1918 wstąpił do Wojska Polskiego i otrzymał przydział do 36 pułku piechoty. W czasie wojny polsko-bolszewickiej służył w grupie gen. Aleksandrowicza, dowództwie Grupy „Bug” i następnie w dowództwie Frontu Galicyjsko-Wołyńskiego. 9 września 1920 został zatwierdzony z dniem 1 kwietnia 1920 w stopniu kapitana, w Korpusie Wojsk Łączności, w grupie oficerów byłych Legionów Polskich. Służył wówczas w 1 kompanii telegraficznej ciężkiej.
W okresie międzywojennym był dowódcą kompanii w I batalionie telegraficznym oraz w Szefostwie Łączności Dowództwa Okręgu Korpusu Nr IV w Łodzi. W ramach osadnictwa wojskowego otrzymał działkę o powierzchni 11,75 ha w osadzie wojskowej Ułanowice, w gminie Buhryń powiatu rówieńskiego.
1 czerwca 1921 był przydzielony na kurs w Toruniu, a jego oddziałem macierzystym był I batalion zapasowy telegraficzny. W latach 1922–1927 służył w 1 pułku łączności w Zegrzu. 3 maja 1922 został zweryfikowany w stopniu kapitana ze starszeństwem od 1 czerwca 1919 i 35. lokatą w korpusie oficerów łączności. Następnie pełnił służbę w Dowództwie Okręgu Korpusu Nr I w Warszawie. 12 kwietnia 1927 prezydent RP nadał mu stopień majora z dniem 1 stycznia 1927 i 3. lokatą w korpusie oficerów łączności. W czerwcu 1927 został przydzielony do Departamentu Inżynierii Ministerstwa Spraw Wojskowych na stanowisko kierownika Referatu Regulaminów. W lipcu 1929 został przeniesiony do 2 pułku łączności w Jarosławiu na stanowisko dowódcy batalionu. We wrześniu 1930, po rozwiązaniu pułku, został dowódcą 6 batalionu telegraficznego. W marcu 1932, po rozformowaniu dotychczasowego 6 batalionu telegraficznego, został przeniesiony do 13 Dywizji Piechoty w Równem na stanowisko szefa łączności. Był tam członkiem Związku Legionistów Polskich. W czerwcu 1934 został przeniesiony do Kadry 2 batalionu telegraficznego w Krasnymstawie na stanowisko komendanta, a z dniem 1 grudnia tego roku do Szkoły Podchorążych Inżynierii na stanowisko dyrektora nauk. W 1936 został zarządcą Głównej Składnicy Łączności w Warszawie. W 1937 lub 1938 został przeniesiony w stan spoczynku. W 1939 jako major stanu spoczynku był „przewidziany do użycia w czasie wojny”.
W czasie kampanii wrześniowej 1939 dostał się do sowieckiej niewoli. 17 października 1939 przebywał w obozie jenieckim w Putywlu. W listopadzie tego roku został przeniesiony do obozu w Kozielsku. 11 lub 12 kwietnia 1940 został przekazany do dyspozycji naczelnika Zarządu NKWD Obwodu Smoleńskiego. 13 lub 14 kwietnia 1940 zamordowany w Katyniu i tam pogrzebany. Od 28 lipca 2000 spoczywa na Polskim Cmentarzu Wojennym w Katyniu.
5 października 2007 minister obrony narodowej Aleksander Szczygło mianował go pośmiertnie na stopień pułkownika. Awans został ogłoszony 9 listopada 2007, w Warszawie, w trakcie uroczystości „Katyń Pamiętamy – Uczcijmy Pamięć Bohaterów”.
Był żonaty z Elżbietą Barbarą z Gajkowskich (1896–1942), z którą miał synów: Jerzego Zbigniewa (ur. 13 lipca 1922), Lecha Bolesława (1924–1985) i Sławomira Tadeusza (ur. 15 lipca 1926).

## Ordery i odznaczenia
- Krzyż Srebrny Orderu Virtuti Militari nr 6579 – 17 maja 1921[31][32][33][34]
- Krzyż Niepodległości – 13 kwietnia 1931 „za pracę w dziele odzyskania niepodległości”[35][36][3][37]
- Krzyż Walecznych trzykrotnie[7][14]
- Złoty Krzyż Zasługi – 24 maja 1929 „za zasługi na polu wyszkolenia wojska”[38][39]
- Medal Pamiątkowy za Wojnę 1918–1921[40]
- Medal Dziesięciolecia Odzyskanej Niepodległości[40]
- Odznaka „Za wierną służbę”[40]
- Odznaka Pamiątkowa Więźniów Ideowych[41]